# Kommunestyrelsesloven
Lov om kommunernes styrelse (populært kaldet Kommunestyrelsesloven, som forkortes KSTL) er en dansk lov, der regulerer kommuners virke.
Kapitel I definerer, at borgmesteren er kommunalbestyrelsens formand. Desuden pålægger Kapitel I kommunalbestyrelsen at fastlægge en styrelsesvedtægt.
Ifølge § 4 kræver det indenrigsministerens tilladelse for at en kommune kan skifte navn.
Kapitel II regulerer kommunalbestyrelsens virke.
§ 9b giver kommunalbestyrelsen mulighed for at afholde bindende folkeafstemninger.
Ifølge § 10 er kommunalbestyrelsens møder som hovedregel offentlige.
Kapitel III vedrører kommunale udvalg og fastsætter, at der skal være et økonomiudvalg, jf. § 17.
Kapitel IV fastlægger kommunalbestyrelsens formands kompetencer.
Kapitel V rummer regler for den økonomiske forvaltning samt budget og regnskab.
Det følger af Grundlovens § 82, at der gælder et kommunalt selvstyre, men også at staten har pligt til at føre tilsyn med kommunerne.
En del af det kommunale tilsyn varetages af Ankestyrelsen, jf. kapitel VI. Mens en anden del af tilsynet med kommuner varetages af indenrigsministeren, jf. kapitel VII.
Ifølge KSTL  § 49, stk. 3 kan Ankestyrelsen fastsætte en frist for tilvejebringelse og meddelelse af oplysninger og udlevering af dokumenter.
Kapitel VIII indeholder særlige bestemmelser om bl.a. en kommunes mulighed for at optage lån. I dette kapitel findes også regler for at afsætte en borgmester, jf. § 66 c.
Men det er omdiskuteret, som denne bestemmelse har reel betydning, eller blot er “ren illusion”.